# شهرستان باتانگ
شهرستان باتانگ (به لاتین: Batang County) یک منطقهٔ مسکونی در چین است که در ولایت خودمختار گارزئی تبتی واقع شده‌است. شهرستان باتانگ ۴۷٬۲۵۶ نفر جمعیت دارد.